# Luigi Contu (giornalista)
Luigi Contu (Roma, 27 novembre 1962) è un giornalista italiano.

## Biografia
Figlio del cronista parlamentare Ignazio Contu (1930-2011) ha iniziato l'attività giornalistica negli anni ottanta nella redazione del giornale economico Ore 12. Nel 1985 passa alla redazione economica dell'ANSA e nel 1997 assume l'incarico di responsabile della redazione parlamentare. Nel 2004 diventa responsabile della redazione interni del quotidiano la Repubblica. Il 10 giugno 2009 il comitato esecutivo dell'agenzia ANSA lo nomina direttore responsabile, al posto di Giampiero Gramaglia, su indicazione del presidente dell'ANSA Giulio Anselmi.
È stato segretario e vice presidente dell'Associazione stampa parlamentare dal 1994 al 2000. Nel 2022 ha ricevuto alla Camera dei Deputati il Premio America della Fondazione Italia USA.

## Opere
- I libri si sentono soli, La Nave di Teseo, 2022.
- Domani sarà tardi. Il 25 aprile di un fascista salvato dai partigiani, Solferino, 2025.